# Anton Keil (Jurist)

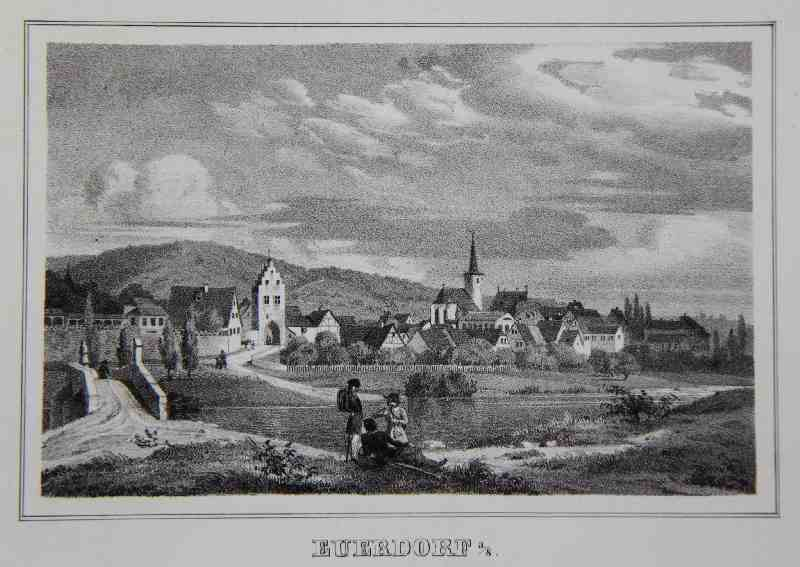
Marktflecken Euerdorf in der Zeit um 1845, Lithographie von Franz Leinecker

Anton Keil, geboren als  Anton Keul, nach der Einbürgerung in Frankreich Antoine Keil (* 17. Oktober 1768 in Euerdorf, Hochstift Würzburg; † nach 1832) war während der sogenannten Franzosenzeit, der Epoche der französischen Herrschaft über große Teile Europas zwischen 1792 und 1815 (Napoleonische Kriege), als Jurist und kaiserlicher Staatsprokurator in französischen Diensten, Professor für Gesetzgebung in Köln und Kriminalist, der durch seine Erfolge im Kampf gegen die links und rechts des Rheins aktiven Räuberbanden Kriminal- und Rechtsgeschichte geschrieben hat. Daneben organisierte und führte er für die französischen Behörden in den eroberten Gebieten die Requirierung von Objekten aus Kunst und Wissenschaft durch, hielt enge Verbindungen zu kölnischen Jakobinerzirkeln und war in Köln darüber hinaus auch als Autor, Verleger und Übersetzer tätig.

## Leben

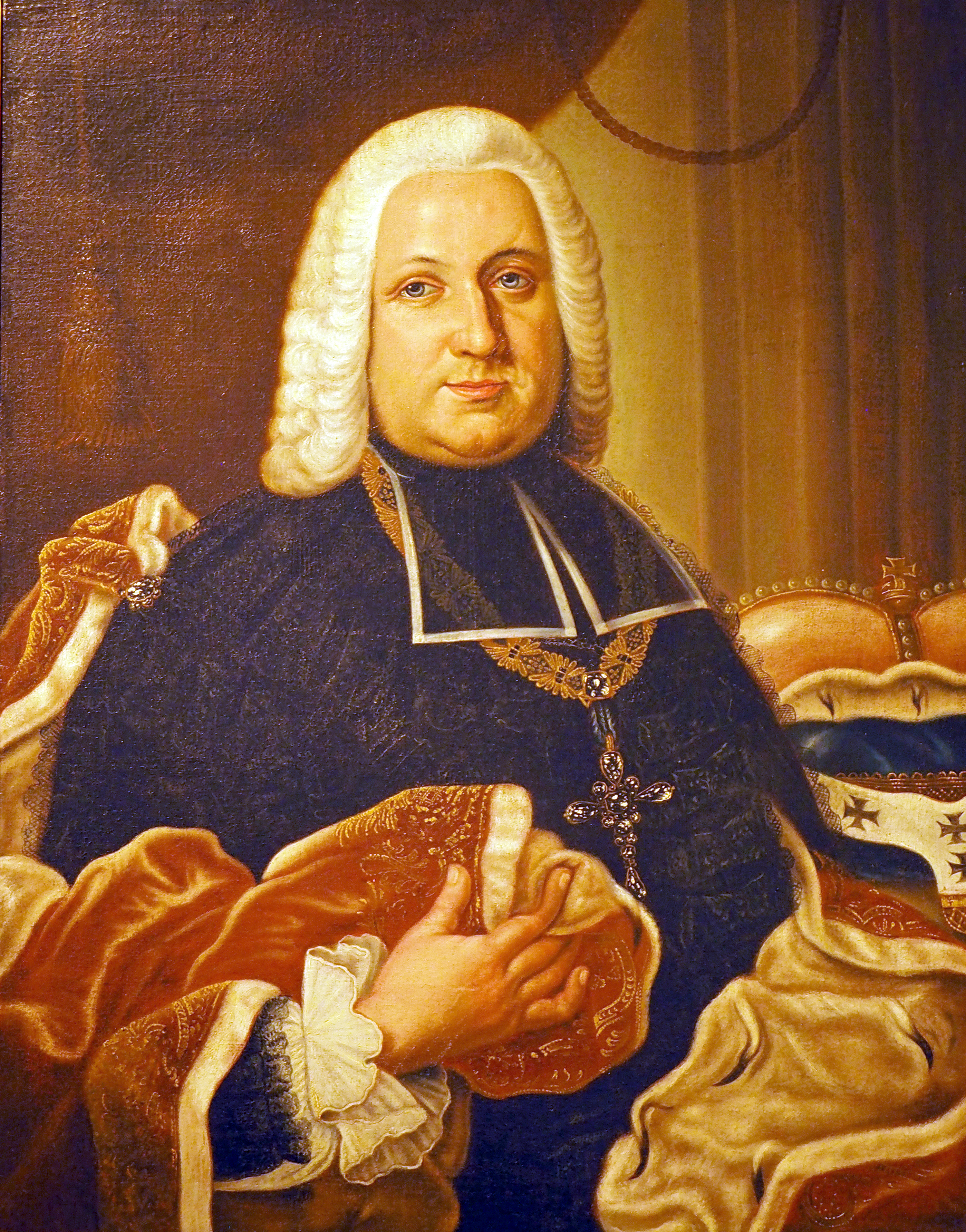
Fürstbischof von Würzburg und Bamberg Adam Friedrich von Seinsheim

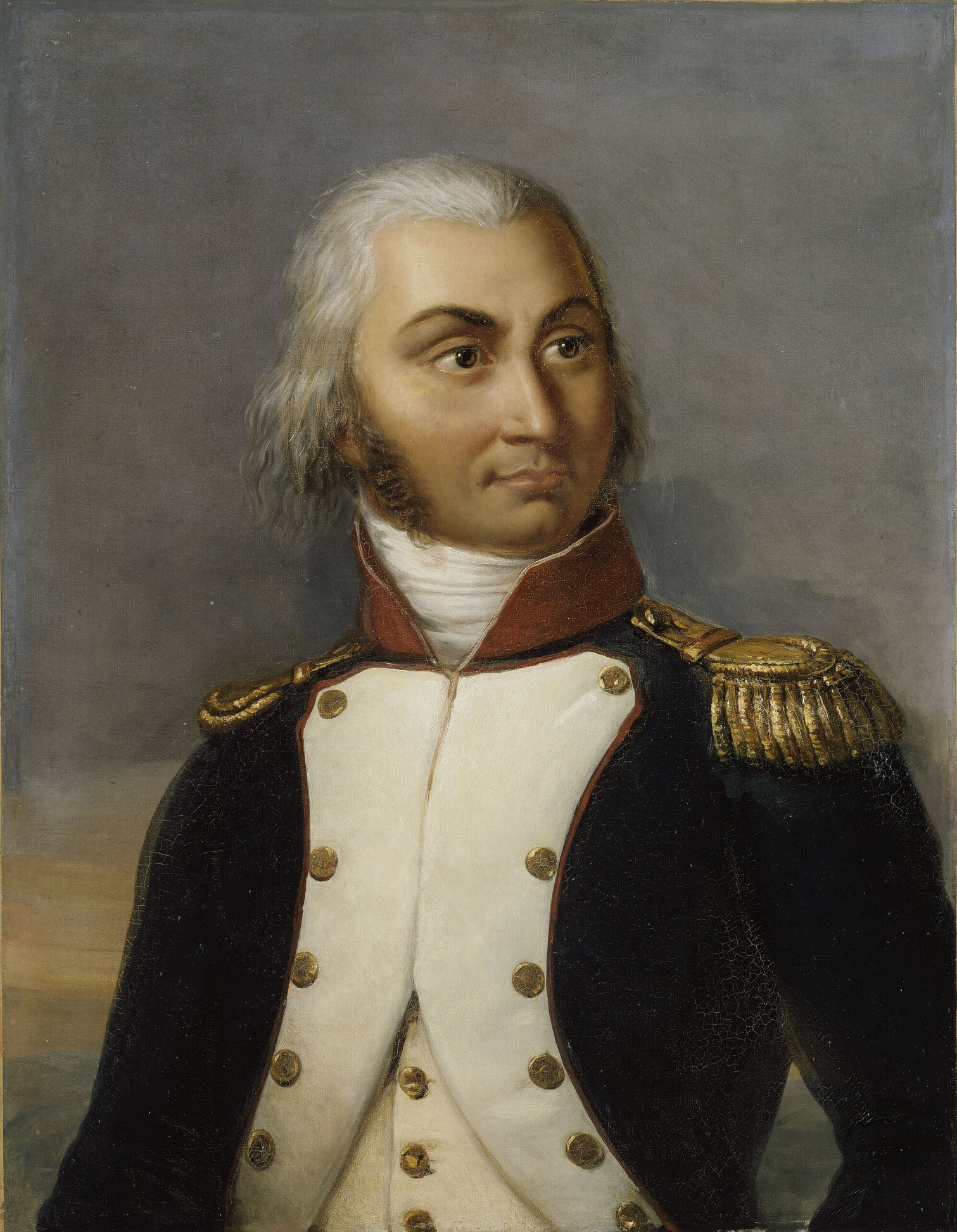
General Jean-Baptiste Jourdan, Befehlshaber der Sambre- und Maas-Armee

Anton Keil wurde während der Regierungszeit des Fürstbischofs von Würzburg und Bamberg Adam Friedrich von Seinsheim im zu dieser Zeit noch dem Hochstift Würzburg zugehörigen Marktflecken Euerdorf zehn Monate nach der im Januar 1768 erfolgten Hochzeit als Sohn des Euerdorfer Bauern Johann Domenikus Keul und dessen aus Pfersdorf stammenden Ehefrau Katharina, geb. Markard (Markert) am 17. Oktober 1768 getauft. Der Diakon, Mönch, Jurist und Dichter Joseph Anton Keil (1780–1819), der 1817 mit dem Konkordat ein erstes umfangreiches Gedicht auf den Vertrag zwischen dem bayerischen Staat und der katholischen Kirche verfasste und in seinem Todesjahr 1819 noch sein Gedicht auf die Bayerische Verfassung "De Constitutione Bavariae Carmen" an angesehene Persönlichkeiten dieser Zeit verschickte, war sein jüngerer Bruder. Anton Keil studierte nach dem Gymnasium in Würzburg an der Universität Würzburg Mathematik sowie beim Benediktiner und Anhänger der Schriften Kants Maternus Reuß (1751–1798) Philosophie und dann eine weitere Zeit Rechtswissenschaft und Politik an der Universität Wien. Er hatte eine frankophile aufklärerische Haltung, reiste im Jahr 1789 nach Ausbruch der französischen Revolution nach Paris und blieb auch in der Folgezeit zeitlebens ein glühender Anhänger dieser Bewegung. Er war wenig später zur Zeit der Direktorialherrschaft im Ministerium für auswärtige Angelegenheiten tätig und wirkte dann als Übersetzer in der Armée de Sambre-et-Meuse, die unter dem französischen General Jean-Baptiste Jourdan 1796 den Rhein überschritt und von der Lahn bis zur Oberpfalz vordrang. Die Truppen erlitten im August 1796 vor Amberg und Anfang September 1796 in der Schlacht von Würzburg durch Erzherzog Karl von Österreich entscheidende Niederlagen und mussten sich unter großen Verlusten nach Düsseldorf zurückziehen.
Anton Keil, der zuvor vom Komitee für öffentliche Bildung zwischen Frühjahr 1795 und Sommer 1796 beauftragt wurde eine deutsche Grammatik für die Schulen der Republik zu verfassen und in Paris verblieben war, beantragte die französischen Bürgerrechte und trat freiwillig in die Dienste des französischen Staates. Er veröffentlichte 1796 mit Notice sur la philosophie et les ouvrages de M. Kant, professeur de Philosophie à Koenigsberg einen für die französische Kant-Rezeption bedeutsamen Aufsatz über Immanuel Kant und wurde am 11. September 1796 durch den französischen Innenminister Pierre Bénézech (1749–1802) zum Kommissar der französischen Regierung mit dem Auftrag, die Objekte aus Kunst und Wissenschaft in den eroberten Gebieten Deutschlands zu sammeln, ernannt. Bürger Keil ließ sich nach seiner Ernennung von den Klöstern und Stiften in seinem Zuständigkeitsgebiet, das sich nach den Niederlagen und Rückzügen der Revolutionstruppen mittlerweile nur noch auf die Gebiete zwischen Maas, Mosel und Rhein beschränkte, Zusammenstellungen über die vorhandenen Handschriften, Urkunden, Inkunabeln, Bücher etc. anfertigen, traf daraus seine Auswahl für Paris und überführte diese im Auftrag staatlich angeordneten Kunstraubs wie zahlreiche weitere Kunstgegenstände, Reliquien, Kirchenschätze und wertvolle Bibliotheken bis in die Zeit von 1798 aus den besetzten Gebieten in die Sammlungen für das im Aufbau befindliche Musée Napoléon in Paris, das nach dem Ende des Napoleonischen Kaiserreichs 1815 in Louvre umbenannt wurde. Am 12. Oktober 1796 führte er diese Aufträge in Trier, am 25. Oktober in Koblenz, am 29. Oktober in Bonn, am 5. November in Köln und am 17. November 1796 in Aachen durch. Eine von ihm am 2. August 1797 konfiszierte Mumie, bei der es sich um eine um 1650 gefundene unverweste Leiche handelte, die der Heilige Vogt von Sinzig sein sollte, wurde von Sinzig über Köln nach Paris verbracht und im Jardin des Plantes ausgestellt.
Die requirierten Bücher, die aus der Sicht von Anton Keil wichtig waren, wurden an die Bibliothèque nationale geleitet, weniger wichtige wurden in Köln „zugunsten der Republik“ durch den Kölner Buchhändler Johann Georg Schmitz (1761–1845) versteigert, der Versteigerungserlös wurde von Anton Keil wiederum für den Ankauf neuer Bücher in deutscher Sprache eingesetzt. Sein selbst gestecktes Ziel war es, die Bibliothèque nationale mit allen guten modernen Bücher zu versorgen, die in Deutschland erschienen waren. Bei den philosophischen Schriften handelte sich vor allem um Schriften von Immanuel Kant, die er nach eigenen Angaben bestens kannte, sowie um Werke von Kantianern, darunter Johann Gottlieb Fichte.
Im März 1798 wurde er während der weiter andauernden französischen Besetzung öffentlicher Ankläger des Département de la Roer, wenig später zusätzlich mit der Einführung der französischen Gesetze betraut und übernahm hierzu mit Sondererlaubnis parallel neben der Tätigkeit als Ankläger ab November 1799 die Dienstgeschäfte als Professor de législation an der „Université de Cologne organisé en Ecole centrale“ in Köln, der Zentralschule, die als Nachfolgeeinrichtung der Universität Köln durch die französischen Behörden eingerichtet worden war.
Der am 4. November 1798 zum Präsidenten des Kriminalgerichtshofes des Département de la Roer mit Sitz in Köln ernannte Friedrich Georg Pape wurde wegen fehlender Härte in seinen Urteilen sowie massiven Konflikten innerhalb der Kölner Justiz im April 1800 abgesetzt. Nach dieser im Unfrieden abgelaufenen Beendigung seiner Verwendung übersandte er dem französischen Regierungskommissar seine persönlichen Einschätzungen über führende Richter und Inhaber öffentlicher Ämter in den rheinischen Departements und rechnete dabei auch mit dem öffentlichen Ankläger Anton Keil ab. Ein Mann, von dem man glauben würde, dass er Talente hat; ohne Studium und ohne Bildung, ehrgeiziger als Robespierre und wilder als Fouquier-Tinville; Feind der Regierung, Feind seiner Mitbürger, Feind der Menschheit; berüchtigter Informant, grausamer Verleumder, blutrünstiger Beamter; er wird in der Abteilung allgemein gefürchtet und gehasst. Diese im Jahr 1800 getätigten schriftlichen Ausführungen des entlassenen und zutiefst gekränkten Georg Friedrich Pape beeinflussten die Sicht der französischen Behörden auf Anton Keil und prägten zahlreiche Historiker in ihren Einschätzungen bis in die heutige Zeit.

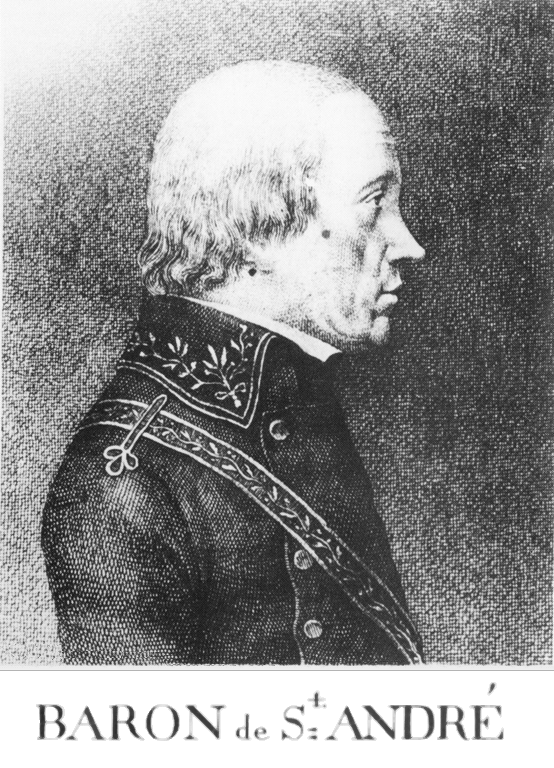
Generalkommissar Jeanbon Baron de Saint-André, zeitgenössischer Kupferstich

Gleichwohl die Persönlichkeit von Anton Keil extrem polarisiert bleibt unbestritten, dass er sich nach Übernahme der im Bereich der Strafverfolgung liegenden Aufgaben zu einem der erbittertsten Gegner der zu dieser Zeit links und rechts des Rheins aktiven Räuberbanden entwickelte und, wie Johann Samuel Ersch im Jahr 1821 festhielt, dabei erfolgreich mehrere Räuberbanden vertilgte. In der Zeit um 1800 reisten diese Räuber noch meist zu Pferd und mit leichten Kutschen bis zu 100 km zum Zielobjekt, stießen mit einem Rammbock die Türen ein und plünderten die Bewohner aus, wobei sie sich als französische Marodeure tarnten, französische Kommandos verwendeten und die Marseillaise sangen. Anton Keil ging mit zum Teil völlig neuen Fahndungsmethoden regelrecht auf die Jagd nach diesen Banden und deren Netzwerken. Er legte Ermittlungsakten an, perfektionierte die Fahndung mit Steckbriefen in seinem Zuständigkeitsbereich und baute ein funktionierendes Informantensystem auf. Er wurde vom Generalkommissar Jeanbon St. André mit besonderen Vollmachten für die Bekämpfung der Räuberbanden ausgestattet und verfolgte in Begleitung seines Sekretärs Servaz Diepenbach unermüdlich auch über die damaligen Ländergrenzen hinweg die Banden, wie die Niederländische Bande und die Schinderhannische Bande sowie Räuberchefs wie Carl Heckmann, Abraham Picard, genannt König der Mitternacht und Mathias Weber, genannt Fetzer sowie auch Johannes Bückler, der unter dem Namen Schinderhannes überregional Bekanntheit erlangte. Er durchkämmte bei seiner „mission diplomatique“ im Westerwald, Taunus und am Main die Gefängnisse, verglich die Gefangenen mit den Angaben in seinen Ermittlungsakten und Steckbriefen und identifizierte auch unter Einsatz von ihm eigenen Verhörmethoden (meist schaffte er eine positive Atmosphäre und baute schrittweise ein Vertrauensverhältnis auf) zahlreiche Verbrecher dieser Zeit, die zuvor teils unter anderen Identitäten festgesetzt worden waren.

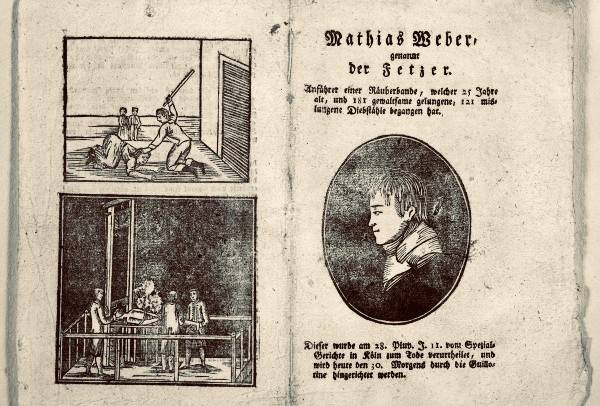
Holzschnitt auf einem Druck zur Hinrichtung von Mathias Weber, genannt der Fetzer am 19. Februar 1803, Originalvorlage in der Graphischen Sammlung des Kölnischen Stadtmuseums. (Rheinisches Bildarchiv)

Mathias Weber, der Fetzer, der seine eigene Frau erschlagen und im Oktober 1799 den berühmten Überfall auf den Köln-Elberfelder Postwagen verübt hatte, bei dem unter seiner und Johann Müllers (gen. "Müllerhannes") Führung 20 Räuber verschiedener Banden teilnahmen und bei dem sie mehr als 13.000 Reichstaler Beute machten, wurde nach seiner Verhaftung in Frankfurt im Mai 1802 in Bergen von Anton Keil identifiziert, in Mainz an die französischen Behörden übergeben, in einem Gerichtsverfahren zum Tode verurteilt und in der letzten öffentlichen Hinrichtung in Köln am 19. Februar 1803 vor mehreren Tausend Zuschauern mit der Guillotine auf dem Alter Markt hingerichtet.
Die letzten Worte des Fetzers, der kurz zuvor die weithin bekannt gewordene Feststellung "Mein Ruhm zog meinen Untergang nach sich" getätigt hatte, galten dann seinem Publikum: „Ich habe den Tod verdient, meine Freunde, hundert Tode für einen. Ihr, die ihr auf bösem Wege seyd, spiegelt euch an meinem Ende ! Junge Leute ! flieht, flieht die Hurenhäuser. Eltern ! erzieht eure Kinder in Religion. Denkt an Gott. Möchte mein Blut das Letzte seyn, das so vergossen wird.“
Johannes Bückler, der Schinderhannes, den Keil lange verhört hatte, wurde am 21. November 1803 in Mainz hingerichtet.

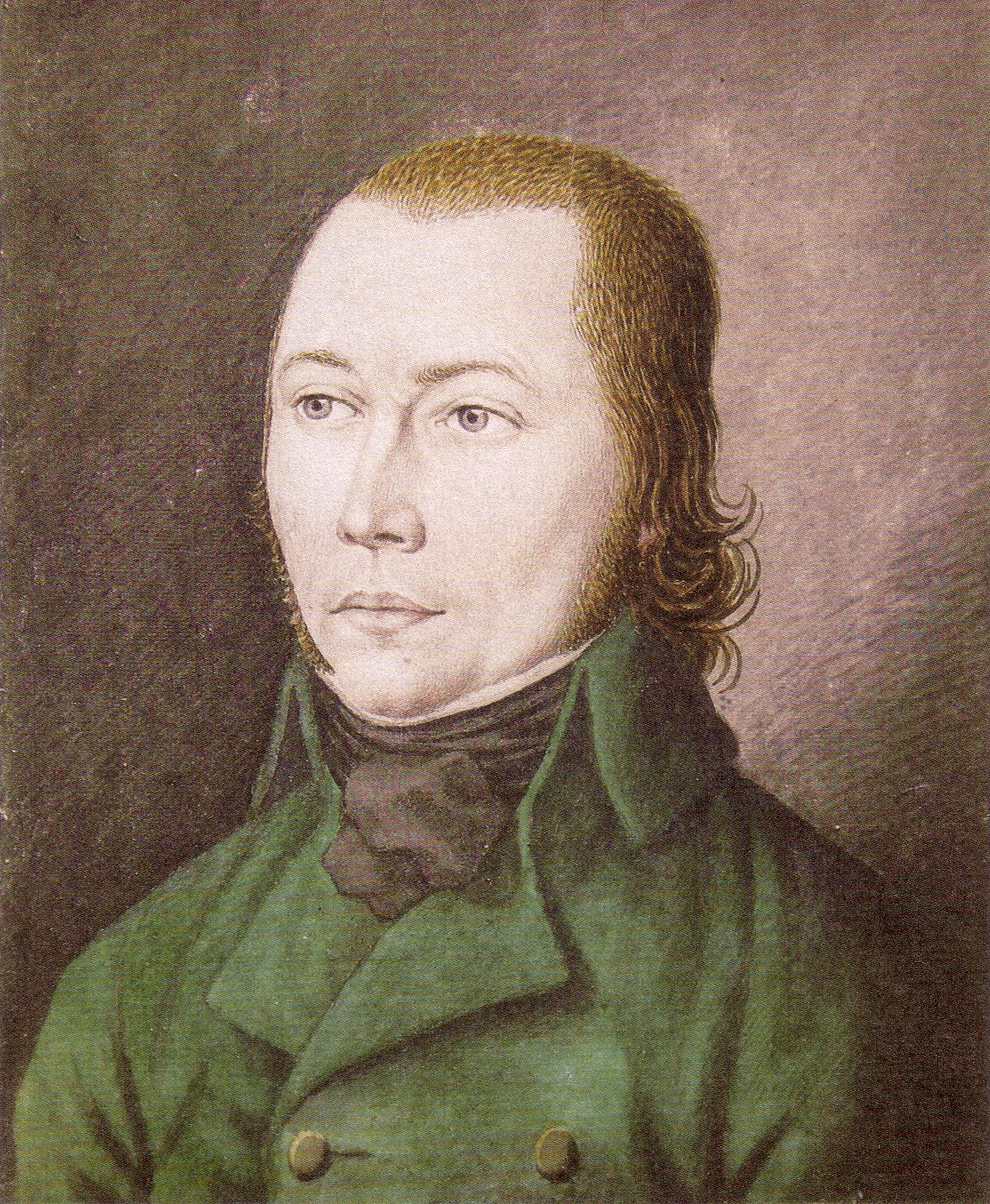
Johannes Bückler, Porträt des Schinderhannes von Karl Matthias Ernst (1803)

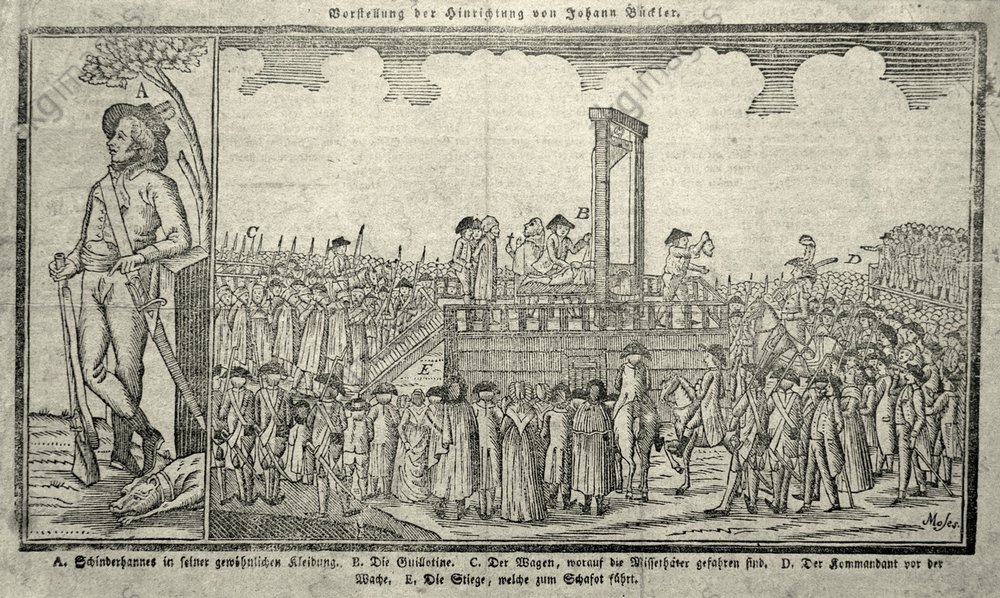
Hinrichtung des Schinderhannes

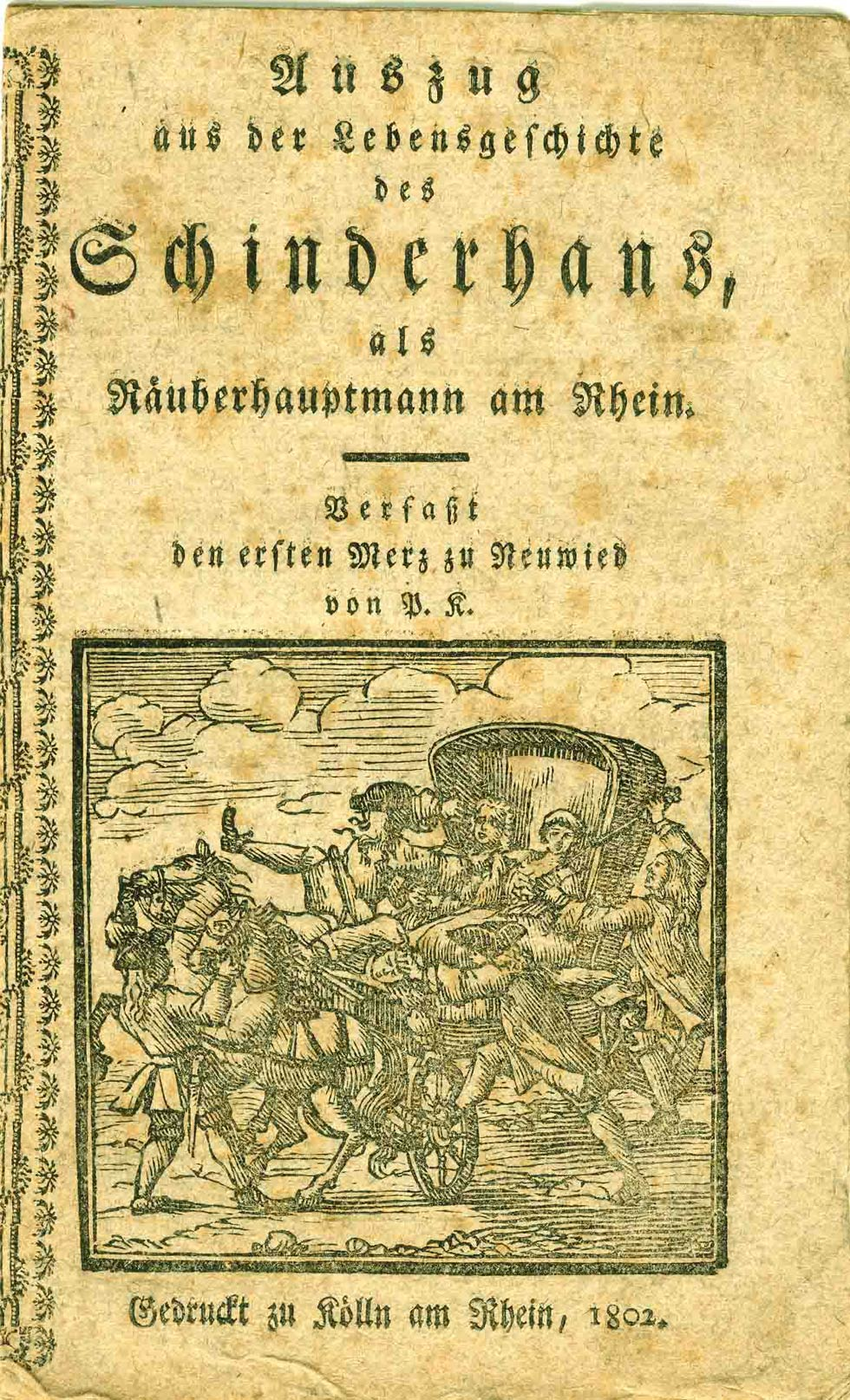
Titelblatt Anton Keil: Auszug aus der Lebensgeschichte des Schinderhans, als Räuberhauptmann am Rhein. Verfaßt den ersten Merz zu Neuwied. Gedruckt zu Kölln am Rhein, 1802

Anton Keil, der bei den rheinischen Banden gefürchtet war und einen fast legendären Status hatte, war daneben auch schriftstellerisch tätig und übersetzte in dieser Zeit die Revolutions-Geschichte des alten Roms des französischen Geistlichen und Historikers René Aubert de Vertot aus dem Französischen ins Deutsche, die er 1802 in 2 Bänden bei Degen in Wien veröffentlichte. Ebenfalls 1802 veröffentlichte er den Auszug aus der Lebensgeschichte des Schinderhans, als Räuberhauptmann am Rhein, der den ersten Merz zu Neuwied verfasst und in Köln gedruckt wurde.
Er gründete in dieser Zeit die Keil’sche Buchhandlung in Köln, war ab 1801 (Mit-)Eigentümer und Drucker des Kölner „Beobachters“, der wenig später nach seinem Einstieg nicht mehr bei Bourel in der Severinstraße, sondern in der Expedition des Beobachters in der Trankgasse Nro. 2409 gedruckt wurde und veröffentlichte 1803 in Zusammenarbeit mit Servaz Diepenbach Leben und Hinrichtung des Mathias Weber genannt Fetzer, des Anführers und Mitglieds der Crevelder, Neußer, Niederländischen und Westphälischen Räuberbande als eines der ersten Werke in seiner Buchhandlung.
Johann Nikolaus Becker veröffentlichte in Keil´s Verlag 1804 in zwei Bänden die Actenmäßige Geschichte der Räuberbanden an den beyden Ufern des Rheins.
Im Jahr 1806 war Anton Keil Mitglied der sog. Schulkommission.
Im Jahr 1810 veröffentlichte Anton Keil in seinem Verlag eine zweisprachige Sammlung aller Gesetze, die das Gesetzbuch Napoleons betreffen und in der Zeit ab 1812 wiederum in seinem Verlag ein Handbuch für Maires etc. in zwei Bänden, das mehrere Auflagen erlebte und eine straffe und fähigere Verwaltung in den neuen französischen Departements am Rhein sicherstellen sollte.
Er war am Wiener Kongress beteiligt, der vom 18. September 1814 bis zum 9. Juni 1815 stattfand und nach der Niederlage Napoleon Bonapartes in den Koalitionskriegen Europa neu ordnete.
Anlässlich der Goldenen Hochzeit seiner Eltern besuchte er ab 12. Januar 1818 seinen Bruder Joseph Anton in Würzburg und führte am 19. Januar 1818 seine Mutter in Euerdorf zum Hochaltar.
Anton Keil war in erster Ehe seit 16. März 1800 verheiratet mit Josefina Constantia von Bouget, Tochter des kurkölnischen Hofkammerrates und Vogts zu Odenkirchen Clemens August von Bouget (1731–1779) und Anna Katharina, geb. Lindemann († 1793), der zuletzt 1789 die Wasserschloss-Anlage Haus Zoppenbroich in Rheydt für 12 Jahre zur Pacht gegeben wurde. Der Jurist, Politiker und Präsident der Departementsverwaltung Johann Jacob Bouget war sein Schwager. Seine hochrangigen Trauzeugen waren der Regierungskommissar am Strafgericht Köln Jean Rethel (1769–1839), der Regierungskommissar am Tribunalgericht Köln Franz Gall, der Philosoph und Historiker Philipp Christian Reinhard (1764–1812) und der Mediziner, Mathematiker, Chemiker und Physiker Christian Kramp (1760–1826). Das Ehepaar lebte in der Zeit um 1801 mit dem gemeinsamen Sohn Eduard und einem Knecht und einer Magd in der Trankgasse 2409 in Köln. In zweiter Ehe war er mit Maria Elisabeth Dorothea (Dora), geb. Simrock (* 1781), Tochter des Waldhornisten am kurkölnischen Hof in Bonn Nikolaus Simrock und dessen Ehefrau Ottilie Franziska, geb. Blaschek (1756–1829), verheiratet und lebte in der Zeit um 1820 als Agent der niederländischen und der Frankfurter Kaufmannschaft in Paris. Nach dem Tod seines Schwiegervaters im Juni 1832 fiel ihm gemeinsam mit Simrocks Söhnen Karl und Josef, Eigentümer eines lithographischen Instituts in Bonn, die Aufgabe zu, Teile des immensen Grundbesitzes zu veräußern.

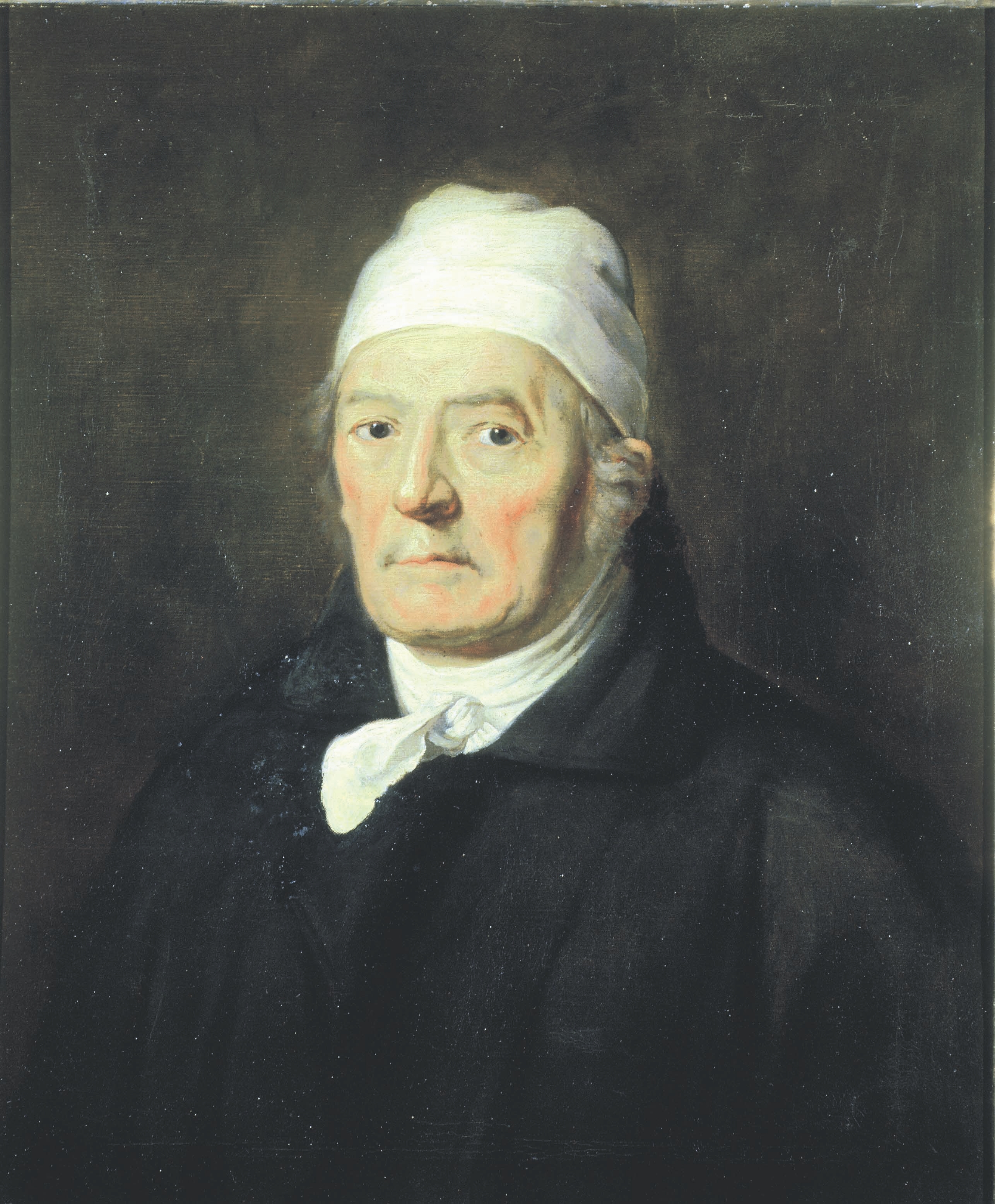
Nikolaus Simrock, etwa 1820 gemalt von Joseph Karl Stieler

Anton Keil korrespondierte u. a. mit dem Kölner Kunstsammler Adolf von Hüpsch, in dessen an der Universitäts- und Landesbibliothek Darmstadt aufbewahrtem Nachlass ein Brief ohne Datum und mit dem Verleger Carl August Schwetschke, in dessen Nachlass im Stadtarchiv (Halle, Saale) ein Schreiben der Keilschen Buchhandlung aus Köln [Der Beobachter im Ruhrdepartement] vom 15. Mai 1810 aufbewahrt wird.
Seine Verbrecherjagden wurden 1978 unter der Regie von Michael Lähn (* 1943) nach einem Roman des Schriftstellers Tilman Röhrig in der TV-Serie Anton Keil, der Kriminalkommissär in 12 halbstündigen Folgen mit Ivan Desny in der Hauptrolle als Anton Keil und Günther Maria Halmer als der Fetzer verfilmt.

## Schriften (Auswahl)
als Übersetzer
- René Aubert de Vertot: Revolutions-Geschichte des alten Roms. Degen, Wien 1802, Erster Theil (MDZ), Zweyter Theil (MDZ)
- Recueil de toutes les lois, décrets imperiaux, avis de Conseil d'État et instructions de Grand-Juge Ministre de la justice, contenant des explications du Code Napoleon. Keil, Köln 1810 (MDZ)

als Autor
- Notice sur la philosophie et les ouvrages de M. Kant, professeur de Philosophie à Koenigsberg. In: Magazin encyclopédique, ou journal des sciences, des lettres et des arts. Band 3, 1796, S. 159–184. (gallica.bnf)
- Auszug aus der Lebensgeschichte des Schinderhans, als Räuberhauptmann am Rhein. Verfaßt den ersten Merz zu Neuwied. Gedruckt zu Kölln am Rhein, 1802
- mit Servaz Diepenbach: Leben und Hinrichtung des Mathias Weber genannt Fetzer, des Anführers und Mitglieds der Crevelder, Neußer, Niederländischen und Westphälischen Räuberbande. Keilische Buchhandlung, Cöln 1803
- Statuten und Verordnungen über den Adel in Frankreich und die Majorats-Güter, welche Franzosen in Frankreich, Deutschland und dem Großherzogthum Warschau besitzen. Keilische Buchhandlung, Cöln 1810 (SLUB Dresden)
- Handbuch für Maire und Adjuncten, für Polizei-Commissare, Gemeinderäthe, Einnehmer und Vertheiler der Steuern, Spital- und Armenverwalter, Pfarrer, Kirchenräthe und Kirchmeister, Feld- und Forsthüter und Geschäftsmänner. Erster Theil, Keilische Buchhandlung, Cöln 1812 (MDZ)

- Handbuch für Maire und Adjuncten, für Polizei-Commissare, Gemeinderäthe, Einnehmer und Vertheiler der Steuern, Spital- und Armenverwalter, Pfarrer, Kirchenräthe und Kirchmeister, Feld- und Forsthüter und Geschäftsmänner. Zweyter Theil, Dritte vermehrte Auflage, Keilische Buchhandlung, Cöln 1814 (MDZ)

als Beteiligter
- Mit Johann Nikolaus Becker: Actenmäßige Geschichte der Räuberbanden an den beyden Ufern des Rheins. Zweyter Theil. Enthaltend die Geschichte der Brabantischen, Holländischen, Mersener, Crefelder, Reußer, Neuwieder und Westphälischen Räuberbande aus Criminal-Protocollen und geheimen Notitzen des Br. Keil,[16] ehemahligen öffentlichen Ankläger im Ruhr-Departemente, zusammengetragen von einem Mitgliede des Bezirks-Gerichts in Cöln. Keil, Cöln 1804 (MDZ)
- mit Johann Nikolaus Becker: Die Kumpane des Schinderhannes. Abenteuerliche Geschichten aus dem rheinischen Räuberleben. Aus geheimen Notizen des öffentlichen Anklägers Keil und des Tribunalrats Becker. Harrach, Kreuznach 1894 (MDZ)

Steckbriefe
- Steckbrief des öffentlichen Anklägers/Prokurators Anton Keil gegen die Mitglieder der Niederländischen oder großen Räuberbande und die Räuber der Schinderhannischen Bande. 1802 (Digitalisat)

Zeitungen
- Der Beobachter/L' observateur. Expedition d. Beobachters, Nro. 345 (2. vendémiaire IX, Cöln [24. September 1800])-No. 2215 (30. Dezember 1810), 1800–1810 (zeit.punktNRW)

## Podcast
- KStA-Podcasts: Tilman Röhrig: Über 180 Überfälle in acht Jahren: Die Geschichte des Räubers "Fetzer" Mathias Weber